# Pen-y-Dinas (Gwynedd)

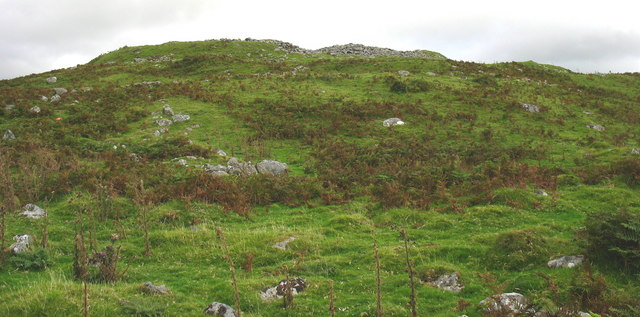
Pen-y-Dinas von Westen gesehen

Pen-y-Dinas (deutsch „Kopf des Ortes“ – auch Cortin oder Gortyn genannt) ist ein eisenzeitliches Hillfort südöstlich von Talybont (auch Tal-y-bont), nördlich von Barmouth-Llanaber in Gwynedd in Wales. Der Eintrag im COFLEIN (Catalogue of archaeology, buildings, industrial and maritime heritage in Wales) umfasst Luftbilder von 1948 bis heute, die das Hillfort über der Küstenebene zeigen.
Ein gleichnamiges Hillfort liegt nordwestlich von Llandudno in Conwy County Borough. Mit dem Präfix oder Suffix (deutsch „Ort“) gibt es in Wales weitere 13 Hillforts (in der Nähe liegt z. B. Craig-y-Dinas (Penygroes)).
Pen-y-Dinas nimmt die abfallende Spitze eines nach Westen gerichteten Sporns auf der Nordseite eines Tals ein. Obwohl auf drei Seiten von natürlichen Klippen und an der vierten von einer massiven Mauer und einem Graben umgeben, ist es nur eine lokale Befestigung. Es fehlte die umliegende Landschaft, die die großen Hillforts dominieren.
Pen-y-Dinas liegt am tief eingeschnittenen Flusstal des Ceunant Egryn. Das ovale Fort, dessen Innenraum in einer Stufe nach Westen abfällt, misst etwa 60,0 × 50,0 m und ist im Norden mit einer 4,0–5,0 m breiten, heute zumeist mit Rasen bedeckten Mauer versehen.

Pen-y-Dinas
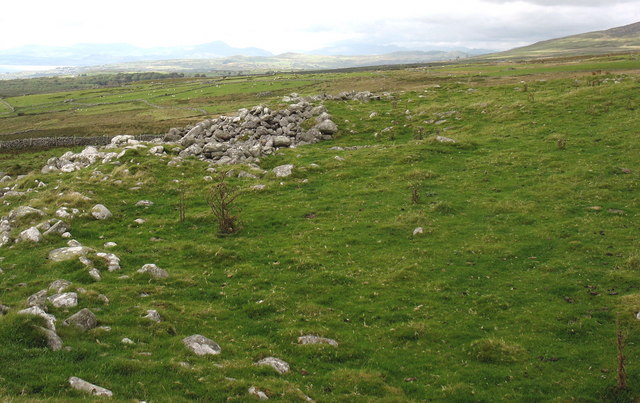
Zugang
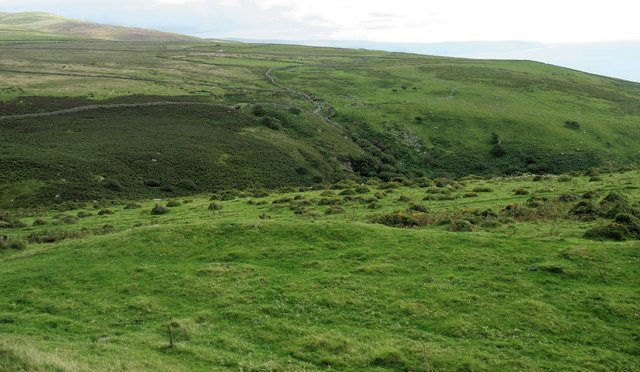
Blick über die Egryn Schlucht
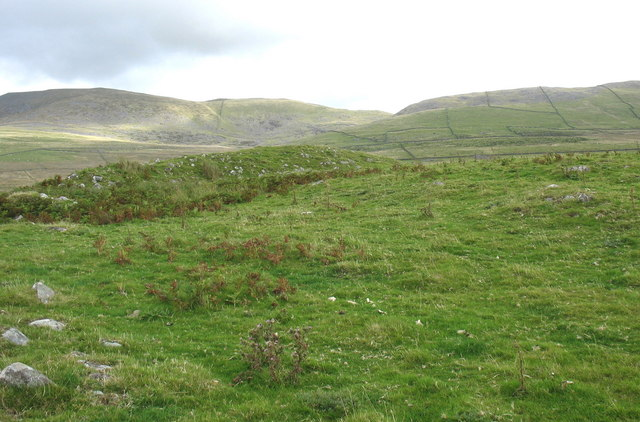
Ostseite
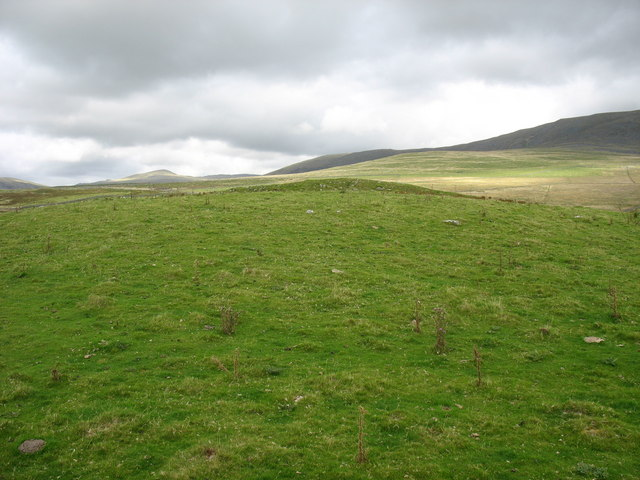
Innenraum

Die Mehrheit der britischen Hillforts entstand zwischen 1500 und 1000 v. Chr. Viele waren noch bis zum frühen Mittelalter in Gebrauch. In Pen-y-Dinas führte O. G. S. Crawford (1886–1957), einer der renommiertesten Feldarchäologen des 20. Jahrhunderts, 1919 seine erste Grabung durch. Sie zeigte zwei abgegrenzte, aber nicht datierbare Bauphasen. Der Mangel an römerzeitlicher Töpferware deutet darauf hin, dass die Festung nach der römischen Besetzung (43 n. Chr.) nicht mehr genutzt wurde.
Außerhalb der Befestigung befinden sich die Reste eines mittelalterlichen Dorfes. Sie bestehen aus den Fundamenten rechteckiger Häuser, Höfen und Feldern, die den mittelalterlichen Anbau belegen. Eines der Felder überschneidet den Zugang zur Festung und zeigt, dass Pen-y-Dinas damals bereits außer Betrieb war.